# Асоціація родин захисників «Азовсталі»
Асоціація родин захисників «Азовсталі» (англ. Association of «Azovstal» defenders' families) — організація, створена 2022 року родинами захисників усіх підрозділів, які обороняли «Азовсталь».
В асоціацію входять родини всіх підрозділів — оборонців Маріуполя: бійців полку «Азов», морських піхотинців з 36-ї окремої бригади морської піхоти, прикордонників, нацгвардійців, поліціянтів, співробітників СБУ, бійців територіальної оборони та інших силових структур.
Голова — Катерина Прокопенко.

## Історія
У травні 2022 року найвище керівництво України дало наказ зберегти життя військовослужбовців та завершити бої за Азовсталь у Маріуполі, таким чином у російський полон потрапили більш ніж 2,5 тисячі українських військових. 1 червня їхні родичі заснували асоціацію, аби пришвидшити процеси визволення з полону бійців. Члені асоціації займалися розголосом і тиском на Червоний хрест і міжнародні організації, щоб вони виконували свої зобов’язання. Так, родичі захисників «Азовсталі» проводили акції, спілкувалися з іноземними журналістами та іноземними організаціями, писали листи як від родин, так і від самої асоціації.
Наприкінці липня асоціація запустила проєкт «Нарешті ти вдома», у межах якого надає персональну гуманітарну допомогу визволеним захисникам. Ціль проєкту — забезпечити першочергові потреби людини, яка повернулася з полону, зокрема потреби у психологічній підтримці.
У вересні асоціація провела зустріч із представниками Міжнародного комітету Червоного Хреста (МКЧХ) у Вашингтоні. 3—4 жовтня — зустрічі із ООН та МКЧХ у Женеві. 12 жовтня — зустріч із Тіні Коксом, президентом Парламентської асамблеї Ради Європи (ПАРЄ), тоді ж представники асоціації виступили перед політичними групами ПАРЄ.
У листопаді асоціація отримала нагороду «Солідарність» від іспанського видання El Español, а вже у грудні — «Премію УП» від «Української правди» у номінації «За активну громадянську позицію». На нагородженні асоціацію представляла Катерина Прокопенко — дружина командира полку «Азов» Дениса «Редіса» Прокопенка; на сцені під час вручення нагороди вона прочитала лист від свого чоловіка, який він написав спеціально, аби вона озвучила його на премії УП.
Представниці асоціації спільно з Міністерством цифрової трансформації України брали участь у процесах, пов'язаних з питанням розблокування контенту щодо полку «Азов» у Meta, яке було успішно вирішено 19 січня 2023 року.

## Нагороди
- «Премія УП» у категорії «громадянська позиція» від «Української правди» (2022)[8]
- «Солідарність» від видання El Español (2022)[7][10]